# Latin American Poker Tour Saison 9
Résultats et tournois de la saison 9 du Latin American Poker Tour (LAPT).

## Résultats et tournois

### LAPT 9PokerStars Caribbean Adventure
- Lieu : Atlantis Resort & Casino, Paradise Island,  Bahamas[1]
- Prix d'entrée : 2 200 $[1]
- Date : Du 7 au 9 janvier 2016[1]
- Nombre de joueurs :  851
- Prize Pool : 1 650 940 $
- Nombre de places payées :  127

| Place | Nom                     | Prix      |
| ----- | ----------------------- | --------- |
| 1er   | Georgios Sotiropoulos   | 308 220 $ |
| 2e    | Taylor von Kriegenbergh | 187 220 $ |
| 3e    | Knut Karnapp            | 132 080 $ |
| 4e    | Joe Kuether             | 99 060 $  |
| 5e    | Will Molson             | 78 080 $  |
| 6e    | Chad Eveslage           | 58 440 $  |
| 7e    | Darren Elias            | 41 100 $  |
| 8e    | Ismael Bojang           | 28 900 $  |

### LAPT 9 Viña del Mar
- Lieu : Enjoy Casino and Resort, Viña del Mar,  Chili[2]
- Prix d'entrée : 1 500 $[2]
- Date : Du 4 au 8 mars 2016[2]
- Nombre de joueurs :  565
- Prize Pool : 737 325 $
- Nombre de places payées :  79

| Place | Nom                       | Prix      |
| ----- | ------------------------- | --------- |
| 1er   | Rodrigo Strong            | 120 565 $ |
| 2e    | Fabián Chauriye           | 110 000 $ |
| 3e    | Alex Vega                 | 63 560 $  |
| 4e    | Richard Dubini            | 49 540 $  |
| 5e    | Roberly Felicio           | 38 860 $  |
| 6e    | Ricardo Matamala          | 30 520 $  |
| 7e    | Andrés Espinoza           | 22 780 $  |
| 8e    | Carlos Pohmajevic         | 15 780 $  |
| 9e    | Bruno Vendramini Politano | 12 460 $  |

### LAPT 9 Panama
- Lieu : Sortis Hotel, Spa & Casino, Panama,  Panama[3]
- Prix d'entrée : 1 500 $[3]
- Date : Du 12 au 16 mai 2016[3]
- Nombre de joueurs :  453
- Prize Pool : 721 665 $
- Nombre de places payées :  79

| Place | Nom               | Prix      |
| ----- | ----------------- | --------- |
| 1er   | Andrés Luna       | 138 225 $ |
| 2e    | Ruben Lameda      | 86 880 $  |
| 3e    | Aaron Mermelstein | 62 200 $  |
| 4e    | Austin Peck       | 48 500 $  |
| 5e    | Raul Páez Corral  | 38 040 $  |
| 6e    | Paul Cukier       | 29 880 $  |
| 7e    | Anderson Blanco   | 22 300 $  |
| 8e    | Alcides Gomez     | 15 440 $  |

### LAPT 9 Punta del Este
- Lieu : Enjoy Conrad Resort & Casino, Punta del Este,  Uruguay[4]
- Prix d'entrée : 1 500 $[4]
- Date : Du 23 au 27 septembre 2016[4]
- Nombre de joueurs :  438
- Prize Pool : 1 500 $
- Nombre de places payées :  63

| Place | Nom                     | Prix     |
| ----- | ----------------------- | -------- |
| 1er   | Pedro Claus             | 90 630 $ |
| 2e    | Fernando Araújo         | 70 000 $ |
| 3e    | Manuel Vuotto           | 70 000 $ |
| 4e    | Sergio De Benedictis    | 39 720 $ |
| 5e    | Nicolas Pernigotti      | 31 160 $ |
| 6e    | Ruben Barros            | 24 400 $ |
| 7e    | Cristián Andrés Rotondo | 18 340 $ |
| 8e    | Marco Oliveira          | 13 040 $ |

### LAPT 9 São Paulo
- Lieu : Sheraton São Paulo WTC Hotel, São Paulo,  Brésil[5]
- Prix d'entrée : 8 000 BRR[5]
- Date : Du 29 novembre au 1er décembre 2016[5]
- Nombre de joueurs :  329
- Prize Pool : 2 262 828 BRR
- Nombre de places payées :  47

| Place | Nom                  | Prix        |
| ----- | -------------------- | ----------- |
| 1er   | José Ignacio Barbero | 341 182 BRR |
| 2e    | Thiago Grigoletti    | 275 180 BRR |
| 3e    | Felipe Pasini        | 314 776 BRR |
| 4e    | Joaquín Malogno      | 169 940 BRR |
| 5e    | Guilherme Castro     | 133 960 BRR |
| 6e    | Pedro Madeira        | 102 280 BRR |
| 7e    | Elcio Romão          | 75 130 BRR  |
| 8e    | Bruno Marino         | 55 210 BRR  |
| 9e    | Felipe Costa         | 45 260 BRR  |